# Toivo Loukola

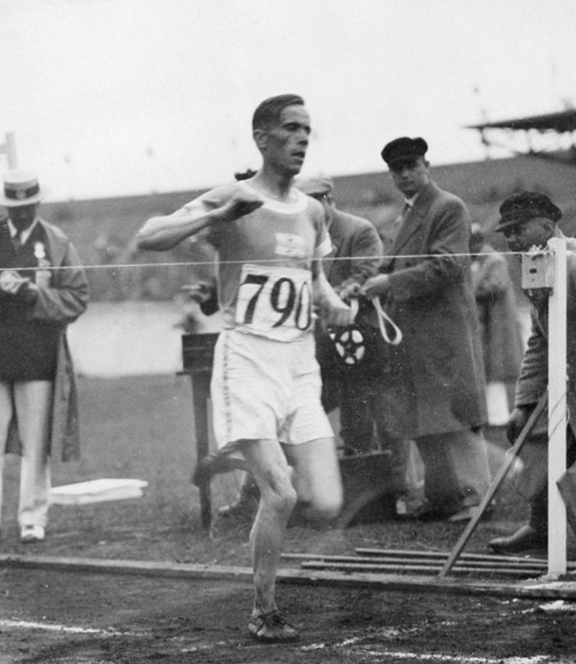
Toivo Loukola, 1928

Toivo Aarne Loukola (* 2. Oktober 1902 in Kortesjärvi; † 10. Januar 1984 in Helsinki) war ein finnischer Leichtathlet und Olympiasieger.
Einen Monat vor Beginn der Olympischen Spiele 1928 stellte Loukola einen inoffiziellen Weltrekord im 3000-Meter-Hindernislauf auf; seine Zeit betrug 9:25,2 min.
Bei den Spielen in Amsterdam wurde Loukola zunächst Siebter im 10.000-Meter-Lauf und entschied danach mühelos seinen Vorlauf des 3000-Meter-Hindernislaufes für sich. Im Finale galt Loukola als Favorit, da seine Landsleute Paavo Nurmi und Ville Ritola noch vom 5000-Meter-Lauf am Vortag geschwächt waren. Ritola gab bald auf und Nurmi fiel nach 2000 Metern entscheidend zurück. Schließlich gewann Loukola mit über zehn Sekunden Vorsprung auf Nurmi und mit einem Weltrekord von 9:21,8 min.